# Stichting Plotsdoven
De Stichting Plotsdoven is een Nederlandse organisatie die in 1989 is opgericht en zich specifiek richt op het behartigen van de belangen van plots- en laatdoven. In tegenstelling tot Dovenschap, dat zich focust op prelinguaal doven, heeft Stichting Plotsdoven een andere doelgroep. De organisatie legt sterk de nadruk op lotgenotencontact en organiseert diverse activiteiten, waaronder een eigen werkgroep voor plots- en laatdove jongeren tot 35 jaar. Bij al deze activiteiten is het waarborgen van volwaardige communicatie van groot belang. Daarom worden bij elke activiteit minimaal een schrijftolk én een gebarentolk ingezet. Naast lotgenotencontact en belangenbehartiging biedt de stichting ook voorlichting aan.
Sinds 2016 is Stichting Plotsdoven een samenwerkingsverband aangegaan met FODOK (Federatie Ouders van Dove Kinderen) en vormen ze gezamenlijk de federatieve stichting Divers Doof. Deze samenwerking strekt zich uit over verschillende gebieden.
Bovendien maakt Stichting Plotsdoven deel uit van het Platform Doven, Slechthorenden en TOS. Dit platform omvat niet alleen Divers Doof, maar ook Dovenschap, Stichting Hoormij, de Dove Jongeren, FOSS oudervereniging, de Oogvereniging en de Slechthorende Jongeren. Gezamenlijk zetten ze zich in voor de belangen van meer dan 1.500.000 mensen in Nederland die in verschillende mate auditieve problemen ervaren.